# Crepidium acuminatum
Crepidium acuminatum är en orkidéart som först beskrevs av David Don, och fick sitt nu gällande namn av Dariusz Lucjan Szlachetko. Crepidium acuminatum ingår i släktet Crepidium, och familjen orkidéer. Inga underarter finns listade i Catalogue of Life.